# 李邦河
李邦河（1942年—），浙江温州乐清市人，知名数学家。主要从事微分拓扑、低维拓扑的量子不变量、非标准分析和广义函数等领域的研究。

## 生平
1965年毕业于中国科学技术大学数学系，现为中科院数学与系统科学研究院研究员与博士生导师。曾否定了前苏联数学家Oleinik关于间断线条数至多可数的著名论断，并解决了美国Lax和Glimm院士提出的三个猜想。1989年获得陈省身数学奖。2001年当选中国科学院院士。2008年，当选第十一届全国政协委员，代表科学技术界，分入第三十一组。
2009年，获得华罗庚数学奖。